# Limnophila pallidithorax
Limnophila pallidithorax är en tvåvingeart som beskrevs av Edwards 1926. Limnophila pallidithorax ingår i släktet Limnophila och familjen småharkrankar. Inga underarter finns listade i Catalogue of Life.